# 畠山義春
畠山 義春（はたけやま よしはる）は、安土桃山時代から江戸時代前期にかけての武将・旗本。

## 生涯

### 上杉家臣時代
天正5年（1577年）に七尾城が上杉輝虎（上杉謙信）に落とされると、一旦上杉一門の上条政繁の許へ預けられた後に謙信の養子となった。その後、上条政繁に子がなかったため、改めてその養子となる。畠山氏は足利氏一門の名門で、足利氏の外戚である上杉家との血縁も有し、家格も充分であった。
成人後は越中国・能登国前線に配置され、後に養父に従って信濃国海津城に入城する。天正12年（1584年）、長男・景広を人質として豊臣家へ送られることが決まると、証人として義春も上洛した。その際に代償として軍役と領内の諸役を免除されている。
天正14年（1586年）、政繁が上杉家を出奔し、のちに義春自身も天正16年（1588年）頃に出奔した。これに激怒した景勝は、実妹（姉とも）である義春夫人とその子供たち全員を捕縛し、10年近くもの間座敷牢に幽閉したとの説もあるというが、『上杉家御年譜』では長男・景広と次男・上杉長員は父と行動を共にし、三男・義真のみ越後国にとどまるも、ほどなく父の許に赴くとある。
出奔の理由については、景勝と信濃統治などをめぐる対立があったとされるほか、景勝の側近として頭角を現していた直江兼続による讒言説、さらに当時上杉氏に叛旗を翻していた新発田重家と養父政繁が親しい仲にあったなどの諸説がある。

### 豊臣家臣時代
豊臣秀吉の直臣となり、天正15年（1587年）、河内国高安郡のうち500石を与えられる。天正18年（1590年）摂津国豊嶋郡に300石を加増され、文禄・慶長の役では肥前国の名護屋城に在陣している。翌年、河内国交野郡に700石を加増され、父の遺領を合わせて1500石を知行した。

### 江戸幕府旗本
慶長5年（1600年）の関ヶ原の戦いでは東軍に与し、対上杉守備隊に属した。義春自身への加増はなく1500石のままだったが、次男の上杉長員が翌年の慶長6年（1601年）に1490石を与えられている。
その後は大坂城の豊臣秀頼に仕えたが、慶長19年（1614年）の大坂冬の陣では、徳川方との内通を疑われた片桐且元の大坂城退去に伴って退城し、翌慶長20年（1615年）、大坂夏の陣では徳川方に属した。戦後は江戸幕府に仕え、家康の命で畠山姓に復して江戸に住した。後に上杉氏とは和解した。
寛永20年（1643年）、京において死去した。
なお、死の直前に大徳寺152世藍渓宗瑛によって書かれた「畠山氏入道寿影賛 寛永廿癸未」（『綱宗禅師語録』所収）には、「能州太守畠山氏後裔源義明(中略）齢九十五」と記されている。これによれば、義春の（少なくても最晩年の）実名は義明が正しく、95歳で没する直前に寿像を描かせたことになる。

## 子
長男の景広は畠山氏を名乗り、和解した上杉家の米沢藩の重臣となったとされる。ただし病がちで京にて義春と暮らしていた、とする話もある。景広の子の政利が米沢藩士500石として記録されている。政利の扱いは藩主家親族を表す「一門」であった。
次男の長員は上条上杉家の名跡を継いで、子の代から高家旗本となった、禄高は1490石であり、同じく旗本となった宅間上杉家や深谷上杉家よりも高禄であった。
三男の義真は能登畠山氏を名乗り同じく幕臣3120石の大身旗本となり、同じく子の代から高家となった。米沢藩上杉家の三代目藩主上杉綱勝は相続時に僅か8歳であったため、綱勝が江戸城登城の際は義真が必ず付き添うなど後見人としての役割を担った。
四男の義広は小山田義広と名乗り、紀州藩徳川頼宣の家臣となった。

## 異説
- 畠山義隆の子の春王丸と義春が同一人物であるとされることがあるが、義綱の弟である義春と春王丸の名前が混同されている場合があることに留意すべきである。